# City Nature Challenge
City Nature Challenge —  глобальное ежегодное соревнование по документации городского биоразнообразия. Проходит в течение четырёх дней в конце апреля — начале мая. В рамках соревнования жители городов ищут и документируют (в первую очередь фотографируют на смартфоны и фотоаппараты) растения, грибы, животных и другие живые организмы, которые обитают на территории городов-участников соревнования. Это мероприятие гражданской науки, цель которого состоит в том, чтобы привлечь общественность к сбору данных о биоразнообразии. В конце соревнования определяются города-победители в трёх номинациях: наибольшее количество наблюдений, наибольшее количество найденных биологических видов и наибольшее количество участников.
Для документирования своих наблюдений участники соревнования используют приложение и веб-сайт iNaturalist, разработанного Национальным географическим обществом и Калифорнийской академией наук. После четырёх дней загрузки наблюдений следует несколько дней определения и окончательного объявления победителей. Участникам не обязательно знать, как определять вид — помощь предоставляется с помощью функции автоматической идентификации видов iNaturalist, а также с помощью сообщества пользователей iNaturalist, включая профессиональных ученых и экспертов-натуралистов.